# Agasicles hygrophila
Agasicles hygrophila  (лат.) — вид листоедов (Chrysomelidae) из подсемейства козявок (Galerucinae). В длину достигают 4—6 мм. Распространён в Южной Америке, был интродуцирован оттуда, в 90-х годах XIX века, в США. Agasicles hygrophila питается растениями вида Alternanthera philoxeroides.